# Seks fantasiestykker (Barnlige billeder)
Seks fantasiestykker (Barnlige billeder), 'Zes fantasiestukken', is een verzameling liederen gecomponeerd door Agathe Backer-Grøndahl. Het zijn zes bewerkingen van liedjes uit Backer-Grøndahls kindertijd. De bundel werd in december 1905 als “lichte pianostukken” uitgegeven door Brødrene Hals Muziekuitgeverij (nr. 1141).
De zes liedjes zijn:
- Ride, ride ranke (oftewel Hop hop paardje in galop) in allegretto in G-majeur en 2/4-maatsoort
- Gjemme sig (Verstoppertje) in poco sostenuto in a-mineur in 2/4-maatsoort
- Löbe omkap (Wedstrijdje hardlopen) in molto allegro in C-majeur in 2/4-maatsoort
- Duettino (Duet) in walstempo di valse in C-majeur in 3/4-maatsoort
- I skumringen (In de schemering) in andantino in fis-mineur in 4/4-maatsoort
- Godnat (Welterusten) in andante in g-mineur in 3/4-maatsoort

Van Ride, ride ranke is een uitvoering bekend op 11 september 1908 (de componiste was toen al overleden), pianiste Hanna Marie Hansen speelde het tijdens een concert.